# Monika Prokopiuk
Monika Magdalena Prokopiuk (ur. 22 lipca 1987 w Lublinie) – polska wspinaczka sportowa, specjalizowała się we wspinaczce na czas oraz we wspinaczce łącznej.

## Kariera sportowa
Uczestniczka World Games w 2013 w kolumbijskim Cali, gdzie zajęła dziewiąte miejsce we wspinaczce sportowej w konkurencji na czas.
W 2015 roku na akademickich mistrzostwa Europy we wspinaczce sportowej w Katowicach w konkurencji boulderingu oraz we wspinaczce na czas zajęła ósme miejsca.
Wielokrotna uczestniczka festiwalu wspinaczkowego Rock Master, który corocznie odbywa się na słynnych ścianach wspinaczkowych w Arco, gdzie był zapraszany przez organizatora zawodów. W 2012 na tych zawodów wspinaczkowych zajęła piąte w konkurencji na czas.

## Osiągnięcia

### Mistrzostwa świata
| Konkurencje        | 2011 | 2012 | 2014 |
| Wspinaczka na czas | 9    | 10   | 19   |

### World Games
| Konkurencje  | 2013 |
| Wsp. na czas | 9    |

### Akademickie mistrzostwa Europy
| Konkurencje  | 2015 |
| Bouldering   | 8    |
| Prowadzenie  | 14   |
| Wsp. na czas | 8    |

### Mistrzostwa Europy
| Konkurencje        | 2008 | 2010 | 2013 | 2015 |
| Wspinaczka na czas | 11   | 14   | 11   | 20   |

### Rock Master
| Konkurencje        | 2009 | 2010 | 2012 | 2013 | 2014 | 2016 | 2017 | 2018 |
| Wspinaczka na czas | 6    | 10   | 5    | 7    | 6    | 17   | 28   | 19   |
| Prowadzenie        | –    | –    | –    | –    | –    | –    | 59   | 55   |